# محوطه موشاخان
محوطه موشاخان مربوط به دوره اشکانیان - دوره سلجوقیان است و در شهرستان کرمانشاه، بخش مرکزی، دهستان میان‌دربند، روستای موشاخان واقع شده و این اثر در تاریخ ۷ خرداد ۱۳۸۷ با شمارهٔ ثبت ۲۲۸۰۹ به‌عنوان یکی از آثار ملی ایران به ثبت رسیده است.